# Asura calamaria
Asura calamaria là một loài bướm đêm thuộc phân họ Arctiinae, họ Erebidae.